# Pinar de Campoverde
Pinar de Campoverde es una localidad  ubicada en la zona montañosa de Pilar de la Horadada, de la que es pedanía, en Alicante, España. Cuenta con una población en torno a unos 3000 habitantes censados.

## Origen y desarrollo
Debe su nombre a dos factores: el primero, la ubicación en una gran pinada junto al Río Seco, y el segundo, la impresión que le daban a los primeros vecinos: un campo verde. Nacida como urbanización a finales de los años 60, ha sufrido una serie de ampliaciones en estos decenios. En primera instancia, hubo una mayoría nacional, y ya en los 80 se amplió el número de nacionalidades diferentes así como la finalidad de las casas para sus dueños, pasando de segunda residencia a residencia fija desde el momento del retiro. Ello ha hecho aumentar considerablemente la población actual de Pinar de Campoverde, en la que predominan ciudadanos de la UE procedentes del Reino Unido, Alemania, Francia y Bélgica, buscando un clima apacible y tranquilo alejado de las grandes ciudades.

## Características, naturaleza y lugares de interés
Ubicada en un hondo, en sus orígenes se pensó en un modelo de desarrollo sostenible basado en casas construidas de manera que se talaran el menor número de árboles posibles; de ahí la gran cantidad de zona boscosas que perdura.
En las proximidades del núcleo urbano de Pinar de Campoverde parten dos rutas a través del cauce del Río Seco y la rambla adyacente (la Majá de las Vacas, que desemboca en la cueva Ahumá), para la práctica de senderismo:
- Una circular de cuatro kilómetros, que ofrece un recorrido interesante por la parte más erosionada del cauce, donde se aprecian curiosas formaciones y cavidades en las paredes del mismo.
- Y otra lineal de diez kilómetros, la cual discurre a lo largo del cauce hasta su desembocadura en la población de Mil Palmeras.

Pinar de Campoverde cuenta con una iglesia, dos supermercados y diversos bares y restaurantes.

## Comunicaciones
- CV-925 (Orihuela - Pilar de la Horadada), que viene desde Torremendo (Orihuela), y ya en el municipio de El Pilar de la Horadada, pasa por Pinar de La Perdiz, Pinar de Campoverde y continua a Cañada de Praez.
- CV-952 (San Miguel de Salinas - Casas de Rebate), que viene desde San Miguel de Salinas y concluye enlazando con la anterior en el cruce de  Rebate, cerca de Pinar de la Perdiz.